# Casa de los Vitoria
La Casa de los Vitoria es un antiguo palacio situado en Valladolid (España), actualmente, y desde 1883, parte del Colegio Jesús y María de las Carmelitas de la Caridad de Vedruna. Se trata de un palacio perteneciente al renacimiento tardío vallisoletano, edificada por encargo de Luis de Vitoria. El edificio, de grandes dimensiones, toma referentes de la arquitectura herreriana, que se manifiestan al exterior en sus portadas a la calle Librería, adintelada, de dos cuerpos y con los escudos familiares.
La configuración original del palacio ha sido alterada mediante la elevación de su altura, la cubrición de su patio y un cuerpo añadido en la fachada posterior. Mantiene sin embargo la configuración tipológica original, estructura palaciega con una planta organizada en torno a un patio central y una imagen exterior de tradición clásica, enmascarada en parte por los nuevos revocos.

## Historia
Luis de Vitoria fue un personaje relevante en la vida de la ciudad de Valladolid en el siglo XVII. Llegó a ser  Tesorero perpetuo de las Alcabalas y Rentas Reales, cargo que ejerció hasta 1629 y poseedor de una gran fortuna.
 En 1603 compró en la calle de la Librería en la acera frontera a la Universidad unos terrenos pertenecientes al Cabildo Catedralicio, a muy buen precio pues se decía que  «La pulicia desta corte nos apremiaron para que labrasemos y reedificasemos» y ninguna de las dos cosas estaba dispuesto a hacer el cabildo. En esos terrenos había siete portales de unas casas humildes y viejas que estaban distribuidas en torno al corral conocido como de Obregón; esta persona tenía el oficio de tapiador y era propietario de otras tres casas. Colindando con dicho corral había otra casa que pertenecía a Juan de Santander y otra más que daba a la calle de la Librería cerca del Colegio de Santa Cruz, que pertenecía al barbero Francisco Garay. Todas fueron demolidas al vender el cabildo todo el terreno a Luis de Vitoria con el compromiso de fabricar una casa nueva.
Los herederos del palacio fueron en primer lugar sus parientes directos y tras sucesivas herencias pasó a ser propiedad del marqués de Valdegema. El segundo marqués de Valdegema, Carlos Francisco de la Cruz López-Altamirano Tineo Isunza Rejón habitaba todavía en la casa en 1854 y su nieto Ramón López de Tineo que residía en Madrid la vendió el 31 de marzo de 1883 a Francisca Capdevilla Vilella, miembro de la comunidad de Hermanas Carmelitas de la Caridad. Con ella se hicieron las obras de ampliación en el lateral de la fachada sur y en altura. A partir de entonces el uso del palacio fue para colegio de Carmelitas.

## El edificio
El edificio llegó a ser uno de los mejores de su época —primer cuarto del siglo XVII (1615)—, de grandes dimensiones y construcción de calidad. Se le considera como uno de los mejores ejemplos de arquitectura doméstica de Renacimiento vallisoletano con influencia herreriana. Se atribuyen sus trazas a Pedro de Mazuecos el Mozo que era el arquitecto civil de la época y que fue el supervisor y director de la obra además de que consta que fue quien midió los terrenos; tuvo como tapiadores a Juan del Palacio y Juan del Castillo.
Se construyó en tres alturas dando su fachada principal a la calle de la Librería y la lateral  a la plaza del colegio de Santa Cruz. El cuerpo bajo está asentado sobre un zócalo o semisótano de sillería donde se abren dos lucernas o pequeñas ventanas cuadradas y enmarcadas por placas. Sobre estas lucernas hay dos ventanas con rejas que pertenecen al piso bajo. La portada —que da acceso al zaguán— ocupa de abajo a arriba el espacio del zócalo y todo el primer piso. Es adintelada y con una decoración clasicista. A ambos lados la fachada está recubierta de sillería, lo mismo que en las esquinas. El cuerpo segundo o principal tiene tres balcones; el central es más grande y vuela sobre una ménsula que se sitúa justo sobre la puerta. Está decorado con molduras y coronado por una cornisa. A ambos lados están los blasones de la familia. El tercer piso o cuerpo superior tiene tres balcones de arco de medio punto que se separan entre sí con pilastras decorativas. La fachada lateral sigue el mismo ritmo de ventanas en los tres pisos. En 1890 se levantaron dos pisos más y una ampliación a lo largo de esta fachada.
Tiene un patio cuadrado de dos alturas y galerías en los cuatro lados; pilares cuadrados y capiteles sustituidos por molduras anchas y de pocos vuelos. Esto fue un modo habitual de construir en la época del edificio.

Casa de Luis de Vitoria
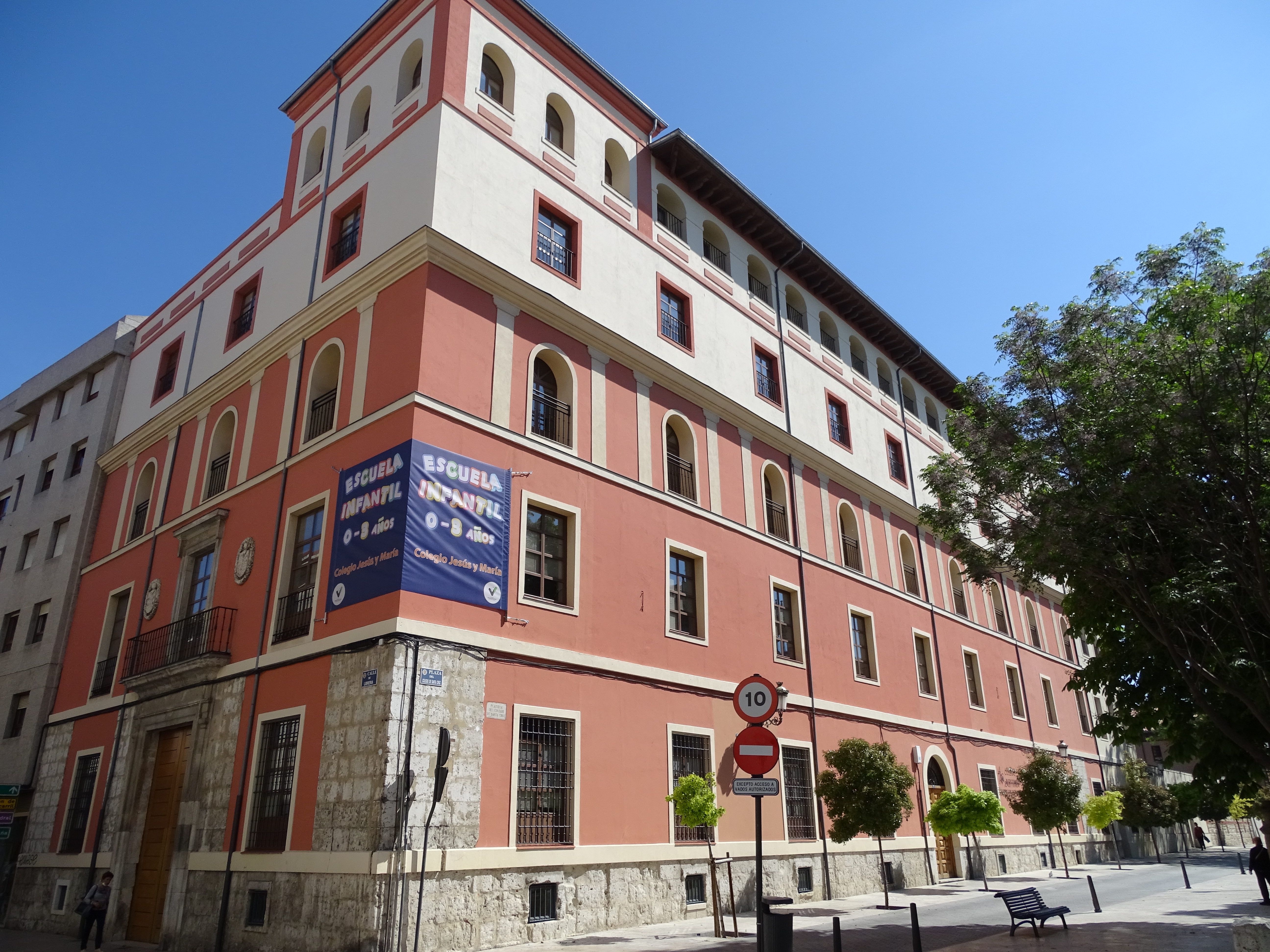
El edificio
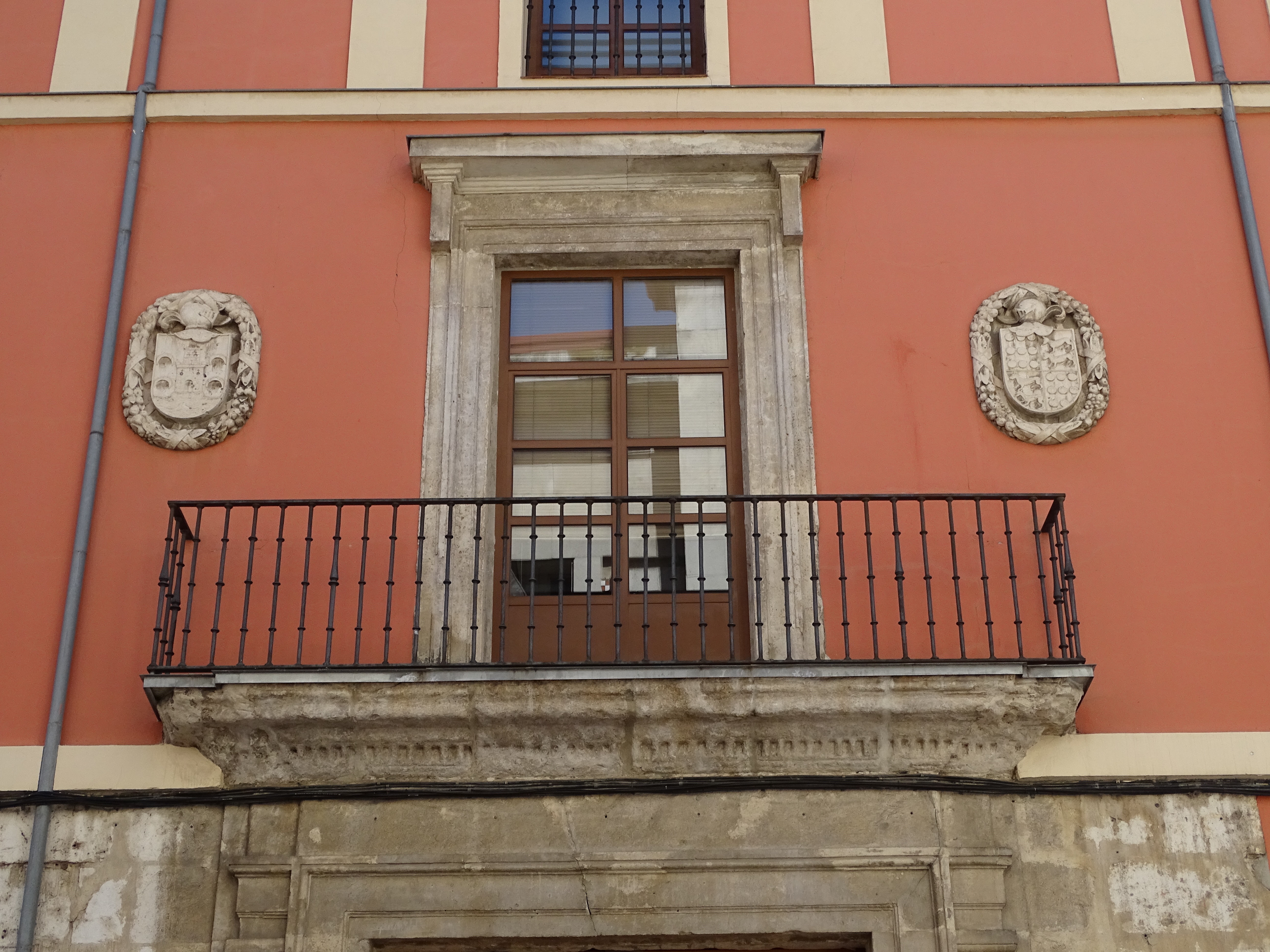
Balcón principal
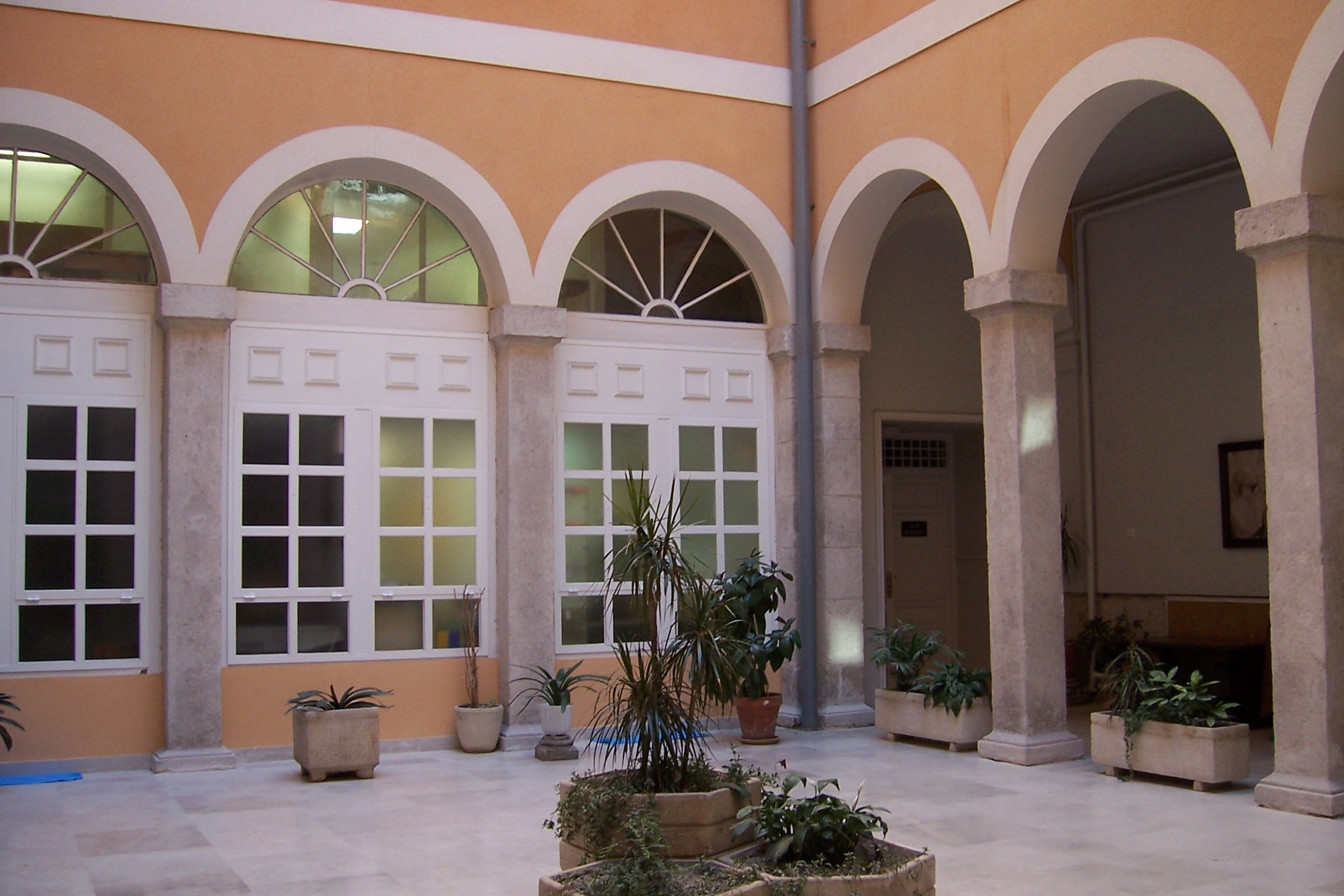
Patio

### Heráldica
A ambos Lados del balcón principal se pueden ver dos escudos de la familia.
El que está a la izquierda del espectador es del apellido Vitoria se describe así:
«Enmarcado con guirnaldas y coronado con yelmo. Apellido Vitoria. Castillo dorado con la puerta azul puesto sobre aguas, y en campo verde a cada lado dos medias lunas una sobre otra y las puntas hacia abajo».
El de la derecha pertenece a la segunda esposa de Luis de Vitoria, Catalina Verdesoto y Palacios: «Enmarcado con guirnaldas y coronado con yelmo. Dos lobos pasantes de sable puestos en palo. Nueve bezantes».

Casa de Luis de Vitoria. Heráldica
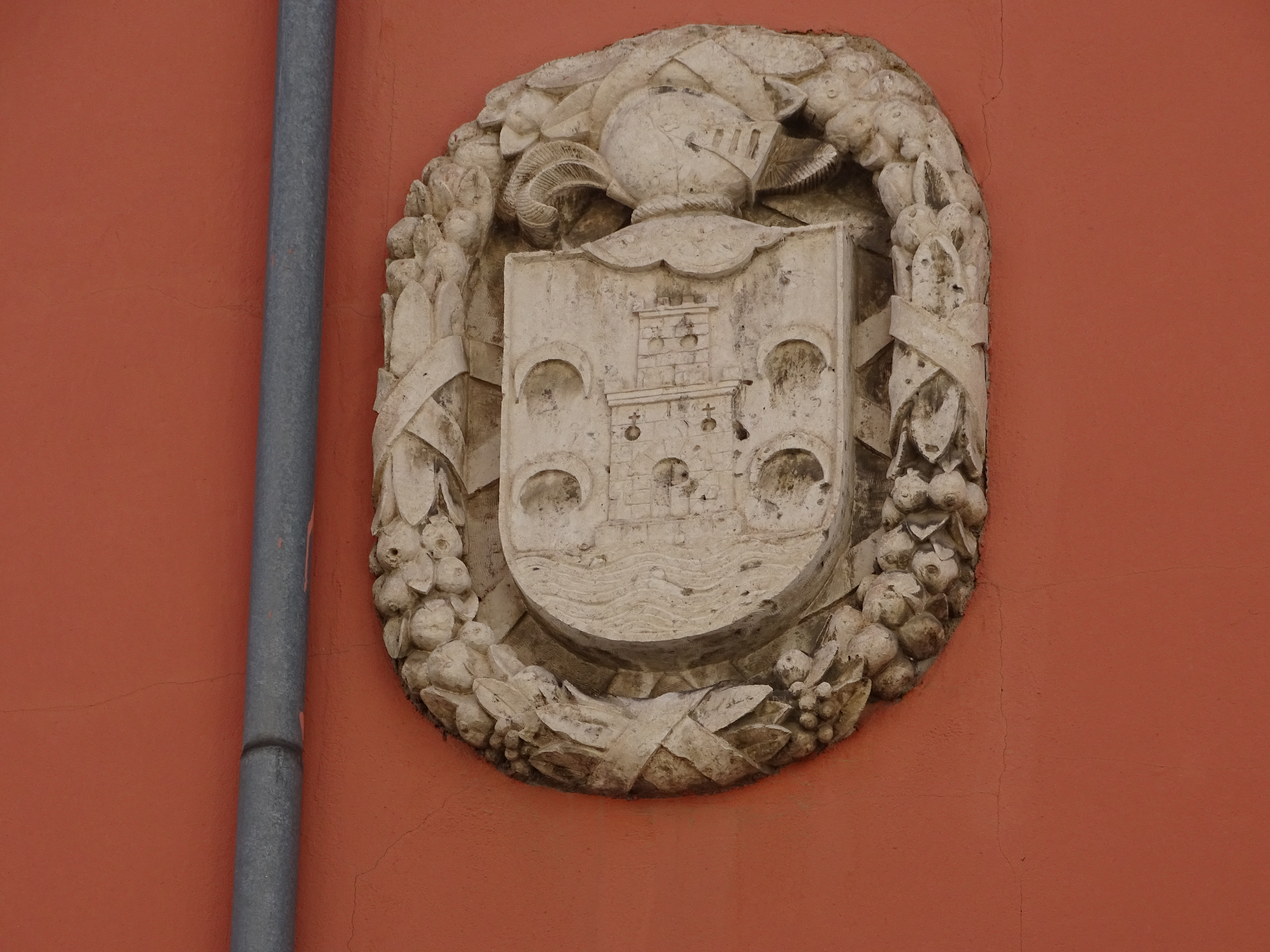
Escudo de los Vitoria
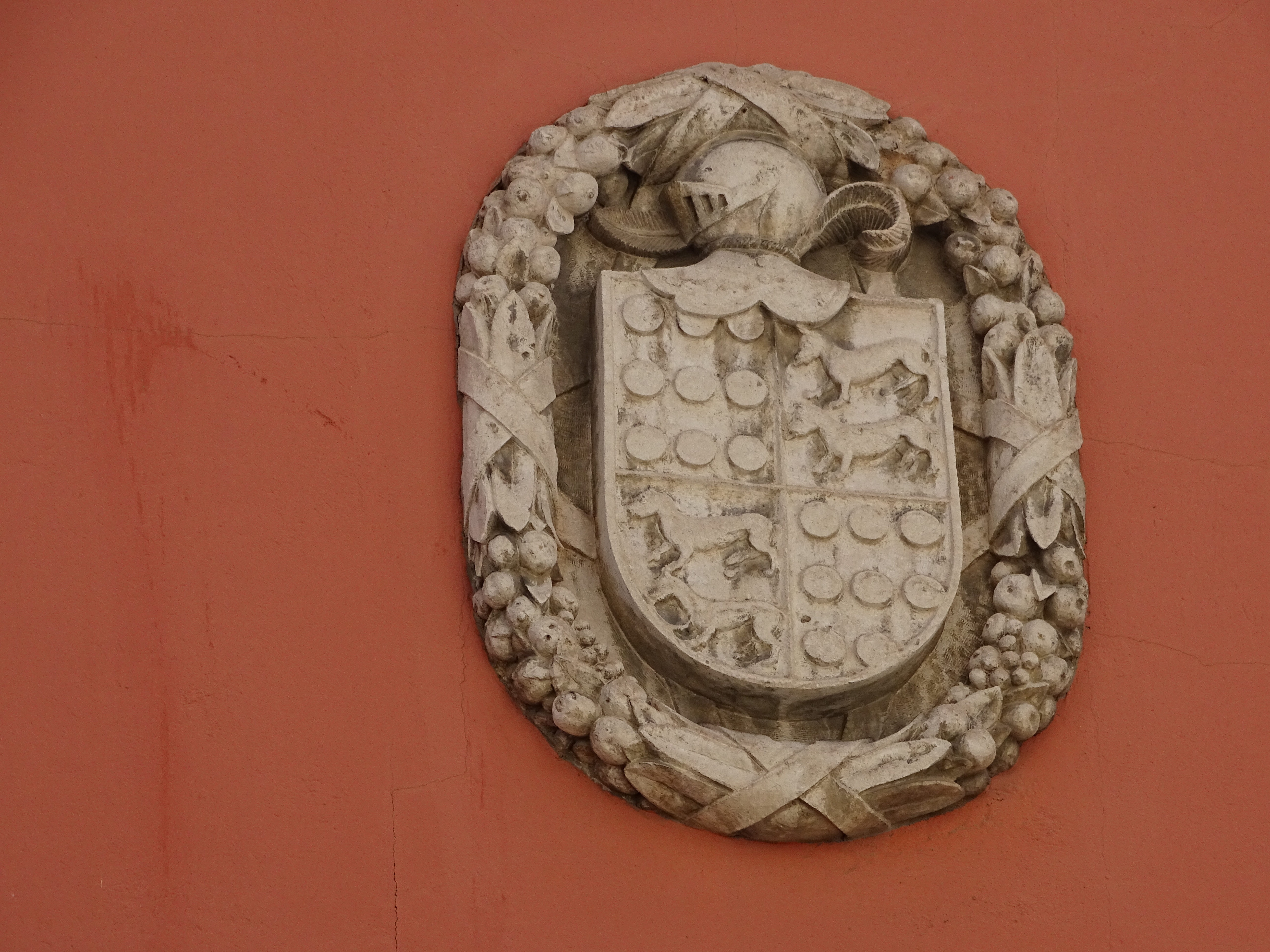
Escudo de Catalina Verdesoto

## Obras de rehabilitación
Desde 1883 en que el palacio se convirtió en colegio se fueron haciendo una serie de modificaciones a través de los años. Eran cambios convenientes para el nuevo uso del edificio. En 1890 se construyeron edificaciones anexas y se amplió el volumen del inmueble en altura y en longitud. En los siglos XX y XXI se hicieron obras de adaptación y lo que en aquellos años se creían mejoras como el cambio del suelo de la capilla  y la clausura de la puerta principal que da a la calle Librería.
En 1999 se trazó un plan de rehabilitación en el que había compromiso de respetar el trazado original del palacio  y restaurar todos los desperfectos que hubiere. A lo largo de doce años y en distintas fases se llevaron a cabo una serie de obras de mejoras que dejaron el edificio listo para su uso con todas las ventajas que la técnica actual ofrecía.

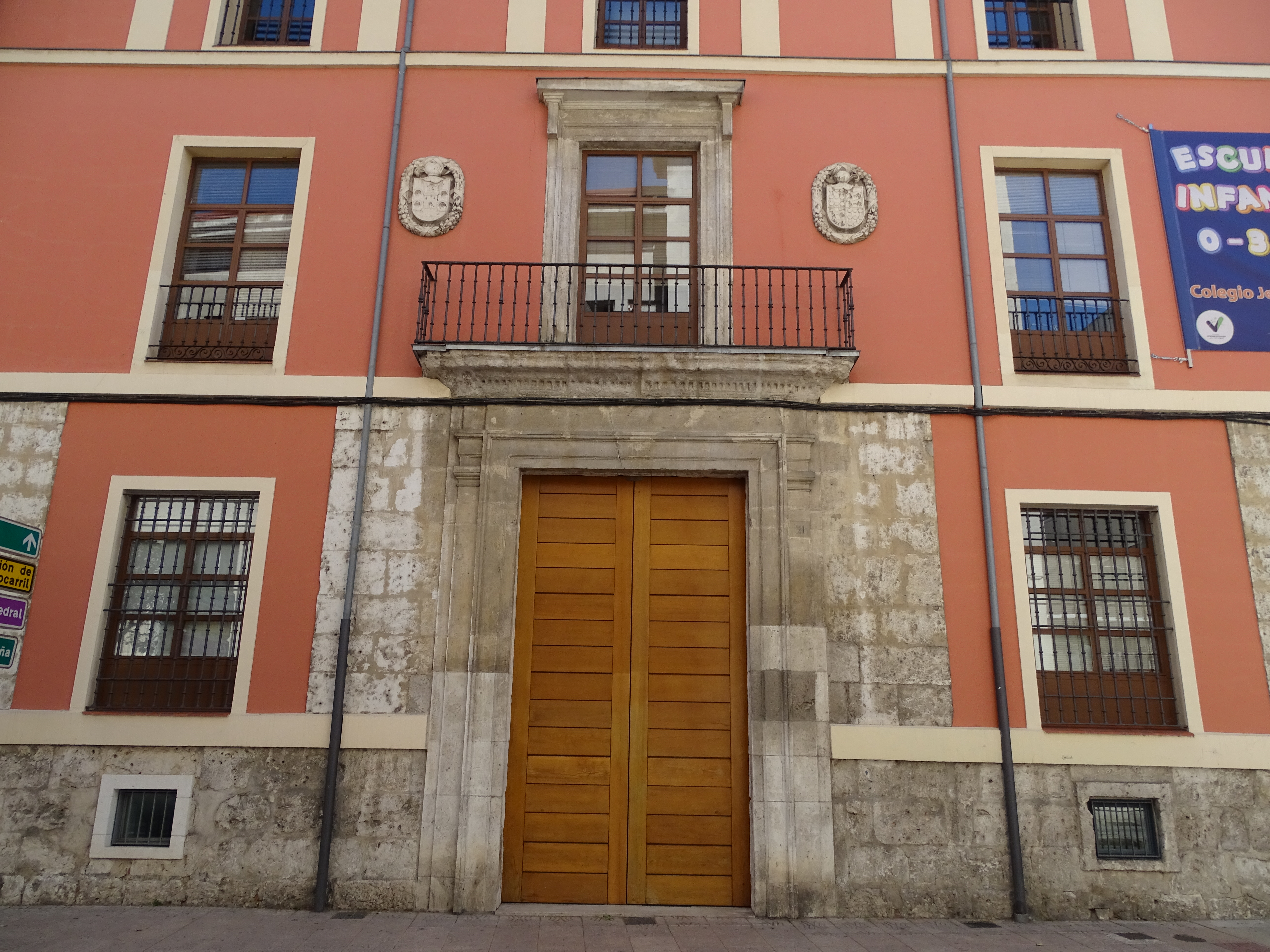
Rehabilitación y puesta a punto de la puerta principal y lucerna de la izquierda

En primer lugar se rehabilitó el patio central manteniendo la teja como material de cubrición. En la fase siguiente se restauró y se adaptó la accesibilidad de la escalera antigua en la parte norte. Se había fabricado anteriormente una escalera moderna que se sustituyó por otra más en armonía con el edificio. También se construyó el espacio para colocar un ascensor.
En el verano del 2006 —en época de vacaciones escolares— se hicieron los trabajos de saneamiento, drenaje y tratamiento de humedades en el semisótano y en la planta baja. Fue entonces cuando se descubrieron en el semisótano unas estancias desconocidas y ocultas a la vista porque estaban colmatadas con escombro. Se descubrieron así mismo dos escaleras, seis portadas de sillería labrada y cinco luceras o claraboyas. En los años siguientes se procedió a la restauración y recuperación de estas estancias respetando los valores arquitectónicos. Entre el material de escombro se encontró el suelo y la solera de la antigua capilla que se restauró para ponerlo en uso. Se arreglaron los forjados del coro y el techo de la capilla para proporcionar las condiciones de resistencia necesarias y de acuerdo con la nueva normativa. El ascensor amplió su recorrido por todos los pisos incluido el semisótano. En todos estos trabajos intervino un equipo de arqueólogos que se ocupó de la documentación y estudio de los restos aparecidos.
Por último se llevó a cabo la apertura de la antigua puerta principal de la calle de la Librería que estuvo cancelada desde principios del siglo XX dándole todo el valor histórico que merecía y facilitando el acceso al interior.